# Mordella
Genre
Mordella est un genre d'insectes de l'ordre des coléoptères, de la famille des Mordellidae.

## Systématique
- Le genre a été décrit par l'entomologiste suédois Carl von Linné en 1758[1].
- L’espèce type pour le genre est Mordella aculeata Linné, 1758;

### Synonymie
- Mordellistena Broun, 1880

### Taxinomie
Liste des espèces
- Mordella abbreviata Solier, 1851
- Mordella aculeata Linnaeus, 1758
- Mordella acuticauda Champion, 1891
- Mordella adipata Lea, 1917
- Mordella adnexa Ermisch, 1970
- Mordella aeneosignata Blair, 1931
- Mordella aeruginosa Champion, 1891
- Mordella africana Franciscolo, 1955
- Mordella albiventris Maeklin, 1875
- Mordella albodispersa Píc, 1933
- Mordella alboguttata Solier, 1851
- Mordella albomacaculata Lucas, 1857
- Mordella albonotata Maeklin, 1875
- Mordella albopicta Champion, 1891
- Mordella alboscutellaris Píc, 1937
- Mordella alboscutellata Lea, 1895
- Mordella albosparsa Gemminger, 1870
- Mordella albosuturalis Liljeblad, 1922
- Mordella ambrensis Píc, 1942
- Mordella amoena Maeklin, 1875
- Mordella analis Champion, 1891
- Mordella andina Fairmaire & Germain, 1863
- Mordella angeliquae (Leblanc, 2002)
- Mordella angulata LeConte, 1878
- Mordella anticelunulata Píc, 1936
- Mordella apicalis Píc, 1929
- Mordella apicata Lea, 1902
- Mordella apicetestacea Píc, 1942
- Mordella apicicornis Champion, 1891
- Mordella apphabetica Lea, 1917
- Mordella approximata Píc, 1923
- Mordella aradasiana Patti, 1840
- Mordella arcuata Champion, 1891
- Mordella arcuatefasciata Píc, 1941
- Mordella argenteoguttata Champion, 1922
- Mordella argenteonotata Píc, 1936
- Mordella argenteosuturalis Píc, 1937
- Mordella argentifera Fairmaire, 1849
- Mordella argentipunctata Curtis, 1845
- Mordella argyropleura Franciscolo, 1942
- Mordella armeniaca Odnosum, 2004
- Mordella astuta Champion, 1891
- Mordella atrata Melsheimer, 1845
- Mordella atricolor Champion, 1891
- Mordella atripes Píc, 1936
- Mordella atroapicalis Píc, 1927
- Mordella auratonotata Píc, 1941
- Mordella aureofasciata Píc, 1917
- Mordella aurolineata Ray, 1936
- Mordella auromaculata Chûjô, 1935
- Mordella auronotata Lea, 1917
- Mordella auropubescens Ray, 1936
- Mordella auroviolacea Ray, 1936
- Mordella australis Boisduval, 1835
- Mordella badiipennis Champion, 1891
- Mordella baeri Píc, 1936
- Mordella baidensis Blackburn, 1891
- Mordella banahaosa Píc, 1926
- Mordella basifulva Quedenfeldt, 1886
- Mordella batjanensis Píc, 1941
- Mordella batteni (Plaza Infante, 1986)
- Mordella bella Waterhouse, 1878
- Mordella biauronotata Lea, 1931
- Mordella bicolor Fairmaire & Germain, 1863
- Mordella bicoloriceps Píc, 1936
- Mordella bicoloripes Píc, 1923
- Mordella bicoloriventris Píc, 1936
- Mordella bidenominata Píc, 1936
- Mordella bifasciata Fabricius, 1801
- Mordella biformis Champion, 1891
- Mordella binhana Píc, 1928
- Mordella binotata Píc, 1941
- Mordella bipunctata Germain, 1827
- Mordella biquadrinotata Píc, 1936
- Mordella bisbisignata Píc, 1931
- Mordella bisignatipennis Píc, 1942
- Mordella bistrimaculata Píc, 1936
- Mordella bistrinotata Píc, 1928
- Mordella bivittata Ray, 1930
- Mordella blanchardi Solier, 1851
- Mordella blanda Lea, 1917
- Mordella borealis LeConte, 1862
- Mordella bovieri Píc, 1920
- Mordella brachyura Mulsant, 1856
- Mordella brancuccii Horák, 1995
- Mordella brasiliana Maeklin, 1875
- Mordella braueri Kolbe, 1910
- Mordella brevicornis Méquignon, 1946
- Mordella brevis Lea, 1902
- Mordella brevistylis Liljeblad, 1922
- Mordella bribiensis Lea, 1921
- Mordella brincki Franciscolo, 1965
- Mordella bruchi Píc, 1930
- Mordella brusteli (Leblanc, 2002)
- Mordella caatellanii Franciscolo, 1949
- Mordella calodema Lea, 1917
- Mordella calopasa Lea, 1917
- Mordella caloptera Lea, 1917
- Mordella canellina Fairmaire, 1897
- Mordella capillosa Liljeblad, 1945
- Mordella cara Blackburn, 1893
- Mordella caracaensis Píc, 1929
- Mordella carinata Smith, 1883
- Mordella carnoti Píc, 1937
- Mordella caroli Lea, 1896
- Mordella castaneipennis Fairmaire & Germain, 1863
- Mordella castellanii Franciscolo, 1949
- Mordella cata Champion, 1891
- Mordella celebensis Píc, 1923
- Mordella charkrabandhui Chûjô, 1964
- Mordella chevrolati Champion, 1891
- Mordella chrysophora Lea, 1917
- Mordella cinerea Gebl, 1830
- Mordella cinereoatra Liljeblad, 1945
- Mordella cinereoplagiata Blair, 1931
- Mordella cineroatra Liljeblad, 1945
- Mordella cingulata Champion, 1891
- Mordella clavicornis Kirby, 1818
- Mordella communis Waterhouse, 1878
- Mordella compacta Fairmaire, 1895
- Mordella comptei Plaza, 1977
- Mordella confusa Maeklin, 1875
- Mordella conjuncta Shchegolvera-Barovskaya, 1931
- Mordella conradti Píc, 1936
- Mordella consobrina Maeklin, 1875
- Mordella conspecta Lea, 1917
- Mordella corporaali Píc
- Mordella corvina Lea, 1917
- Mordella crassipes Champion, 1891
- Mordella cristovallensis Montrouzier, 1855
- Mordella cuneata Lea, 1902
- Mordella cuneiformis Ermisch, 1968
- Mordella curta Píc, 1927
- Mordella curticornis Ermisch, 1968
- Mordella curtipennis Píc, 1936
- Mordella curvipalpis Stshegolvera-Barovskaja, 1930
- Mordella decemguttata Fabricius, 1801
- Mordella decorata Maeklin, 1875
- Mordella defectiva Walker, 1859
- Mordella denudata Fairmaire, 1906
- Mordella deserta Casey, 1885
- Mordella detracta Pascoe, 1876
- Mordella dilaticornis Champion, 1891
- Mordella dimidiata Champion, 1891
- Mordella disparilis Champion, 1917
- Mordella distincta Lea, 1895
- Mordella divergens Ray, 1939
- Mordella diversepubens Píc, 1941
- Mordella diversinotata Ray, 1936
- Mordella diversiventris Píc, 1942
- Mordella dodonaeae Montrouzier, 1860
- Mordella dumbrelli Lea, 1895
- Mordella duplicata Schilsky, 1895
- Mordella durvillei Boisduval, 1835
- Mordella dybasi Ray, 1944
- Mordella elegantula Csiki, 1915
- Mordella elongatula McLeay, 1887
- Mordella enerosa Píc, 1936
- Mordella erythrocephala Champion, 1891
- Mordella erythrura Fairmaire & Germain, 1863
- Mordella evanescens Norman, 1949
- Mordella fairmairei Píc, 1908
- Mordella fallaciosa Shchegolvera-Barovskaya, 1931
- Mordella fasciata Thomson, 1864
- Mordella fascifera LeConte, 1878
- Mordella felix Waterhouse, 1877
- Mordella festiva Lea, 1895
- Mordella flavicans McLeay, 1887
- Mordella flavifrons Champion, 1891
- Mordella flavimana Marseul, 1876
- Mordella flaviventris Smith, 1883
- Mordella flavofasciata Champion, 1891
- Mordella flavolineata Champion, 1891
- Mordella flavonotata Champion, 1891
- Mordella flavopunctata Castelnau, 1833
- Mordella flexuosa Fairmaire & Germain, 1863
- Mordella fluctuosa Champion, 1891
- Mordella fruhstorferi Píc, 1936
- Mordella fuliginosa Maeklin, 1875
- Mordella fulvonotata Maeklin, 1875
- Mordella fulvopilosa Píc, 1936
- Mordella fulvosignata Fairmaire & Germain, 1863
- Mordella fumosa Fairmaire & Germain, 1863
- Mordella funerea Pascoe, 1876
- Mordella funesta Fald, 1837
- Mordella fuscipilis Champion, 1895
- Mordella fuscocinerea Fall, 1907
- Mordella geniculata Píc, 1928
- Mordella gounellei Píc, 1924
- Mordella goyasensis Píc, 1929
- Mordella grandis Liljeblad, 1922
- Mordella graphiptera Champion, 1895
- Mordella gratiosa Plaza & Compte, 1981
- Mordella griseopubens Píc, 1923
- Mordella griseosuturalis Píc, 1936
- Mordella gutianshana (Fan & Yang, 1995)
- Mordella guttatipennis Píc, 1927
- Mordella guyanensis Píc, 1929
- Mordella haemorrhoidalis Fabricius, 1801
- Mordella haitiensis Ray, 1939
- Mordella hamata Fabricius, 1801
- Mordella hamatilis McLeay, 1887
- Mordella hananoi Nakane & Nomura, 1950
- Mordella hananomi Kônô, 1928
- Mordella heros Palm, 1823
- Mordella h-fasciata Lea, 1895
- Mordella hieroglyphica Fairmaire & Germain, 1863
- Mordella himalayana Horák, 1995
- Mordella hoanensis Píc, 1941
- Mordella hoberlandti Horák, 1985
- Mordella hofferi Horák, 1979
- Mordella holomelaena Apfelbeck, 1914
- Mordella holosericea Solier, 1851
- Mordella homochroa Fairmaire, 1895
- Mordella hoshihanamima Franciscolo, 1965
- Mordella hubbsi Liljeblad, 1922
- Mordella huetheri Ermisch, 1956
- Mordella humeralis Waterhouse, 1878
- Mordella humeropicta Ermisch, 1962
- Mordella ignaciosa Píc, 1936
- Mordella ignota Lea, 1895
- Mordella immaculata Smith, 1883
- Mordella incisa Lea, 1931
- Mordella incisura Lea, 1931
- Mordella inclusa (Germar, 1813)
- Mordella inconspicua Lea, 1895
- Mordella indata Statz, 1952
- Mordella infranotata Píc, 1937
- Mordella infrasignata Píc, 1941
- Mordella innotatopyga Píc, 1936
- Mordella inornata Lea, 1902
- Mordella inornatipennis Píc, 1948
- Mordella insidiosa Lucas, 1849
- Mordella insignata Píc, 1941
- Mordella insulata LeConte, 1859
- Mordella inusitata Blackburn, 1893
- Mordella invisitata Liljeblad, 1945
- Mordella iridea Lea, 1917
- Mordella israelsoni Plaza, 1977
- Mordella javana Píc, 1941
- Mordella kannegietri Píc, 1941
- Mordella kanoi Kônô, 1932
- Mordella kanpira Takakuwa, 1985
- Mordella knulli Liljeblad, 1922
- Mordella kreusei Philippi, 1864
- Mordella kuatunensis Ermisch, 1968
- Mordella lachrymosa Lea, 1931
- Mordella lacsonensis Píc, 1922
- Mordella lapidicola Wickham, 1909
- Mordella latefasciata Fairmaire, 1905
- Mordella latejuncta Píc, 1924
- Mordella latemaculata Ray, 1944
- Mordella latenotata Píc, 1923
- Mordella lateplagiata Fairmaire, 1895
- Mordella laterufescens Píc, 1936
- Mordella latesignata Píc, 1936
- Mordella laticornis Ray, 1946
- Mordella latipennis Píc, 1941
- Mordella latithorax Ray, 1939
- Mordella leai Csiki, 1915
- Mordella lebisi Píc, 1937
- Mordella legionensis Plaza & Compte, 1981
- Mordella lemoulti Píc, 1936
- Mordella leonensis Píc, 1932
- Mordella lepida Redtdenbacher, 1868
- Mordella leucaspis Küster, 1849
- Mordella leucocephla Quedenfeldt, 1886
- Mordella leucogramma Champion, 1891
- Mordella leucographa Champion, 1893
- Mordella leucopleura Lea, 1931
- Mordella leucospila Fairmaire, 1883
- Mordella leucosticta Germain, 1848
- Mordella leucostigma Fairmaire, 1863
- Mordella limbata Waterhouse, 1878
- Mordella lineatipyga Champion, 1891
- Mordella lineatonotata Ray, 1936
- Mordella longecaudata Fairmaire, 1891
- Mordella longehumeralis Píc, 1936
- Mordella longicauda Roubal, 1921
- Mordella longipalpis Ray, 1946
- Mordella lottini Boisduval, 1835
- Mordella luctuosa Solier, 1851
- Mordella lunulata Helmuth, 1865
- Mordella luteodispersa Píc, 1936
- Mordella luteoguttata Blanch, 1843
- Mordella luteomaculata Píc, 1928
- Mordella luteonotata Píc, 1916
- Mordella luteopyga Píc, 1929
- Mordella luteosignata Píc, 1941
- Mordella luteosuturalis Píc, 1936
- Mordella maceki (Horák, 1985)
- Mordella maculipennis Ray, 1936
- Mordella madagascariensis Csiki, 1915
- Mordella major Píc, 1936
- Mordella malleri Píc, 1936
- Mordella marginata Melsheimer, 1845
- Mordella marmorata Fabricius, 1801
- Mordella maroniensis Píc, 1924
- Mordella mastersi Lea, 1895
- Mordella maxima Píc, 1948
- Mordella mcnamarae Lea, 1931
- Mordella mediolineata Píc, 1936
- Mordella melaena Germar, 1824
- Mordella melanocephala Fairmaire & Germain, 1863
- Mordella melanozosta Fairmaire, 1906
- Mordella mendesensis Píc, 1936
- Mordella meridionalis Méquignon, 1946
- Mordella mesoleuca Lea, 1929
- Mordella metallica Champion, 1891
- Mordella metasternalis Lea, 1917
- Mordella mexicana Champion, 1891
- Mordella micacea Píc, 1941
- Mordella militaris Ray, 1939
- Mordella minor Píc, 1942
- Mordella minutissima Píc, 1942
- Mordella mixta Fabricius, 1801
- Mordella mongolica Ermisch, 1964
- Mordella moorei Perroud, 1864
- Mordella moscovia Roubal, 1921
- Mordella moscoviensis Roubal, 1921
- Mordella multiguttata Waterhouse, 1878
- Mordella nana Fairmaire & Germain, 1863
- Mordella nesiotica Ray, 1949
- Mordella niasensis Píc, 1941
- Mordella nigra Fairmaire & Germain, 1863
- Mordella nigrans McLeay, 1887
- Mordella nigricolor Píc, 1931
- Mordella nigricornis Shchegolvera-Barovskaya, 1931
- Mordella nigripes Píc, 1941
- Mordella nigroapicalis Píc, 1941
- Mordella nigroguttata Fairmaire, 1899
- Mordella nigromaculata Champion, 1891
- Mordella nigropilosa Statz, 1952
- Mordella nigroterminata Blair, 1922
- Mordella niveoscutellata Nakane & Nomura, 1950
- Mordella norfolcensis Lea, 1917
- Mordella notatipennis Lea, 1917
- Mordella novemguttata Montrouzier, 1855
- Mordella novemmaculata Lea, 1902
- Mordella novemnotata Ray, 1944
- Mordella obliqua LeConte, 1878
- Mordella obliquirufa Lea, 1917
- Mordella obscuripennis McLeay, 1887
- Mordella octodecimmaculata Lea, 1895
- Mordella octoguttata Montrouzier, 1855
- Mordella octolineata Champion, 1891
- Mordella octonotata Píc, 1936
- Mordella ogloblini Píc, 1930
- Mordella ornata Waterhouse, 1878
- Mordella ornatopallida Reitt, 1911
- Mordella ovalistica McLeay, 1887
- Mordella pagdeni Píc, 1935
- Mordella palembanga Píc, 1941
- Mordella pallida Lea, 1895
- Mordella palmae Emery, 1876
- Mordella palmai Méquignon, 1946
- Mordella panamensis Champion, 1891
- Mordella parva Champion, 1895
- Mordella pauli Píc, 1924
- Mordella pauper Maeklin, 1875
- Mordella peregrinator Champion, 1917
- Mordella phungi Píc, 1923
- Mordella picta Chevrolat, 1829
- Mordella plagiata Mannh, 1849
- Mordella plaumanni Píc, 1936
- Mordella pleurosticta Lucas, 1859
- Mordella plurinotata Blanch, 1853
- Mordella poeciloptera Lea, 1929
- Mordella pondolandiae Franciscolo, 1965
- Mordella postimpressa Píc, 1923
- Mordella postinsignata Píc, 1937
- Mordella pragensis Roubal, 1921
- Mordella pretiosa Champion, 1891
- Mordella priscula Cockerell, 1924
- Mordella promiscua Ermisch, 1942
- Mordella proxima Solier, 1851
- Mordella pseudobrachyura Franciscolo, 1949
- Mordella pubescens Liljeblad, 1921
- Mordella pulchra Lea, 1895
- Mordella pulchripennis Píc, 1936
- Mordella pulverulenta McLeay, 1887
- Mordella punctulata Maeklin, 1875
- Mordella purpurascens Apfelbeck, 1914
- Mordella pustulosa Champion, 1891
- Mordella pygidialis Apfelbeck, 1914
- Mordella pygmaea Champion, 1895
- Mordella quadriguttulata Motschulsky, 1872
- Mordella quadrimaculata Lea, 1917
- Mordella quadrioculata Fairmaire, 1895
- Mordella quadripunctata (Say, 1824)
- Mordella quadripustulata Maeklin, 1875
- Mordella quadrisignata Chevrolat, 1834
- Mordella quatuordecimmaculata McLeay, 1873
- Mordella quelpaertensis Píc, 1941
- Mordella quomoi Franciscolo, 1942
- Mordella ragneri Ermisch
- Mordella reductesignata Píc, 1936
- Mordella reticulata Fairmaire, 1906
- Mordella reynoldsi Ray, 1930
- Mordella robusta Píc, 1936
- Mordella roeri (Batten, 1981)
- Mordella rouyeri Píc, 1920
- Mordella rudebecki Franciscolo, 1965
- Mordella ruficauda Maeklin, 1875
- Mordella ruficollis Waterhouse, 1878
- Mordella ruficornis Shchegolvera-Barovskaya, 1931
- Mordella rufipennis Solier, 1851
- Mordella rufipes Lea, 1895
- Mordella rufoapicalis Píc, 1923
- Mordella rufoaxillaris Fairmaire & Germain, 1860
- Mordella rufocinerea Ray, 1944
- Mordella rufomaculata Champion, 1891
- Mordella rufopectoralis Píc, 1936
- Mordella rufopyga Píc, 1936
- Mordella rufosutralis Píc, 1917
- Mordella rufovittata Champion, 1891
- Mordella rutilicollis Champion, 1891
- Mordella salomonensis Píc, 1929
- Mordella sasajii Takakuwa, 2001
- Mordella savioi Píc, 1924
- Mordella schapleri Píc, 1936
- Mordella scheelei Ermisch, 1941
- Mordella schwarzi Liljeblad, 1945
- Mordella scita Maeklin, 1875
- Mordella scutellaris Fabricius, 1801
- Mordella sellata Champion, 1891
- Mordella semiluctuosa Fairmaire, 1902
- Mordella septemnotata Champion, 1891
- Mordella seriata Champion, 1891
- Mordella sericans Lea, 1917
- Mordella setacea Montrouzier, 1855
- Mordella sexdecimguttata Montrouzier, 1860
- Mordella sexguttata Champion, 1896
- Mordella sexnotata Champion, 1891
- Mordella shirozui Nomura, 1967
- Mordella sicardi Píc, 1942
- Mordella signata Champion, 1891
- Mordella simillina Lea, 1902
- Mordella sinensis Píc, 1917
- Mordella sinuata Fairmaire, 1897
- Mordella sororcula Berg, 1889
- Mordella splendens Miwa, 1933
- Mordella splendidula Falderm, 1837
- Mordella stenopyga Ermisch, 1965
- Mordella sticticoptera Champion, 1891
- Mordella strigipennis Falderm, 1837
- Mordella stygia Wickham, 1914
- Mordella subaenea Ray, 1944
- Mordella subapicalis Píc, 1936
- Mordella subauratonotata Píc, 1924
- Mordella subbasalis Shchegolvera-Barovskaya, 1931
- Mordella subdola Champion, 1891
- Mordella subfasciata Maeklin, 1875
- Mordella submaculata Ray, 1936
- Mordella subnotata Maeklin, 1875
- Mordella subobliquefasciata Píc, 1936
- Mordella subuniformis Píc, 1937
- Mordella subvittata McLeay, 1887
- Mordella sultiatronotata Píc, 1917
- Mordella sumatrana Píc
- Mordella summermanae Ray, 1939
- Mordella suturalis Fairmaire & Germain, 1863
- Mordella suturella Fairmaire, 1897
- Mordella sydneyana Blackburn, 1893
- Mordella tabulae Franciscolo, 1965
- Mordella tachyporiformis Curtis, 1845
- Mordella tadjikistanica Odnosum, 2002
- Mordella tairuensis Broun, 1880
- Mordella taiwana Nakane & Nomura, 1950
- Mordella t-album Champion, 1891
- Mordella tantilla Champion, 1891
- Mordella tarsalis Lea, 1917
- Mordella teapensis Champion, 1891
- Mordella teitteri Píc, 1936
- Mordella tenella Maeklin, 1875
- Mordella tenuipes Champion, 1891
- Mordella testaceiceps Píc, 1927
- Mordella testaceipes Píc, 1936
- Mordella testaceohumeralis Píc, 1936
- Mordella tetragramma Fairmaire, 1906
- Mordella tetraleucosticta Lea, 1931
- Mordella tetraspilota Champion, 1891
- Mordella tetrastictoptera Lea, 1929
- Mordella theresae Píc, 1948
- Mordella thoracica Solier, 1851
- Mordella tijucaensis Píc, 1936
- Mordella tomentosa Boisduval, 1835
- Mordella tonkinea Píc, 1916
- Mordella tonzalini Píc, 1941
- Mordella triangulifer Champion, 1891
- Mordella trifasciata Píc, 1936
- Mordella trilineata Píc, 1927
- Mordella triloba Say, 1824
- Mordella trilobibasa Lea, 1929
- Mordella trinotata Píc, 1941
- Mordella tripartita Champion, 1891
- Mordella tristicula Maeklin, 1875
- Mordella tristis Lea, 1895
- Mordella tunisica Ermisch, 1969
- Mordella turneri Franciscolo, 1965
- Mordella undosa McLeay, 1887
- Mordella undulata Melsheimer, 1846
- Mordella unifasciata Píc, 1952
- Mordella uniformis Lea, 1895
- Mordella unilineata Píc, 1936
- Mordella uninotata Píc, 1942
- Mordella unisignata Píc, 1942
- Mordella univestis Ermisch, 1965
- Mordella univittata Champion, 1891
- Mordella vadoni Píc, 1937
- Mordella varicornis Champion, 1891
- Mordella varienotata Píc, 1941
- Mordella variesignata Píc, 1936
- Mordella v-aureum Lea, 1902
- Mordella veitchi Blair, 1922
- Mordella velutina Emery, 1876
- Mordella verdensis Píc, 1936
- Mordella verticordiae Lea, 1902
- Mordella vesconis Solier, 1851
- Mordella vestita Emery, 1876
- Mordella v-fasciata Lea, 1895
- Mordella vidua Solier, 1851
- Mordella villiersi Píc, 1950
- Mordella violacescens Phillipi, 1864
- Mordella viridepennis Mulsant, 1856
- Mordella viridescens Costa, 1854
- Mordella viridis Píc, 1930
- Mordella vitiensis Blair, 1922
- Mordella vittacollis Lea, 1917
- Mordella vittata Fabricius, 1801
- Mordella vittaticollis Píc, 1936
- Mordella waterhousei Champion, 1895
- Mordella waterstradi Píc, 1941
- Mordella weisei Schilsky, 1895
- Mordella weiseri Píc, 1930
- Mordella wiburdi Lea, 1895
- Mordella woodi Píc, 1930
- Mordella xanthogastra Fairm & Germain, 1863
- Mordella xanthosticta Champion, 1891
- Mordella yami Nomura, 1967